# Lubna Azabal
Lubna Azabal, född 15 augusti 1973 i Bryssel, är en belgisk skådespelare.
Hennes far kommer från Marocko och hennes mor från Spanien. 2004 var hon en av mottagarna av Shooting Stars Award vid Filmfestivalen i Berlin.
2014 spelade Azabal en av huvudrollerna i BBC-serien The Honourable Woman.

## Filmografi i urval
- 2004 – Tiderna förändras
- 2005 – Paradise Now
- 2008 – Body of Lies
- 2010 – Nawals hemlighet
- 2011 – Coriolanus
- 2013 – Ett hus i Marocko
- 2014 – The Honourable Woman (TV-serie)
- 2019 – Adam
- 2022 – Den blå kaftanen